# منشأة صفوت
قرية منشأة صفوت هي إحدى القرى التابعة لمركز ديرب نجم في محافظة الشرقية في جمهورية مصر العربية. حسب إحصاءات سنة 2006، بلغ إجمالي السكان في منشأة صفوت 2079 نسمة، منهم 1077 رجل و1002 امرأة.